# Smolice (województwo opolskie)
Smolice (niem. Schmolitz, 1936–1945 Frankenfelde)– wieś w Polsce położona w województwie opolskim, w powiecie nyskim, w gminie Pakosławice.
W latach 1975–1998 miejscowość położona była w województwie opolskim.

## Nazwa
Według niemieckiego językoznawcy Heinricha Adamy’ego nazwa miejscowości pochodzi od polskiej nazwy "smoły" i wiąże ją z miejscem jej produkcji. W swoim dziele o nazwach miejscowych na Śląsku wydanym w 1888 roku we Wrocławiu wymienia on jako najstarszą zanotowaną nazwę miejscowości Smolitz (Smorna) podając jej znaczenie "Teerofenplatz" czyli po polsku "miejsce smoły".